# Крахт, Константин Фёдорович
Константин Фёдорович Крахт (24 апреля 1868, Владимир—1919, Москва) — русский скульптор.

## Биография
Средний сын юриста Фёдора Фёдоровича Крахта. Подобно отцу, получил образование юриста, но в 24 года сменил профессию и стал скульптором. В 1901 году уехал учиться скульптуре в Париже у Н. Л. Аронсона и К. Менье, вернулся в Россию в 1907 году.

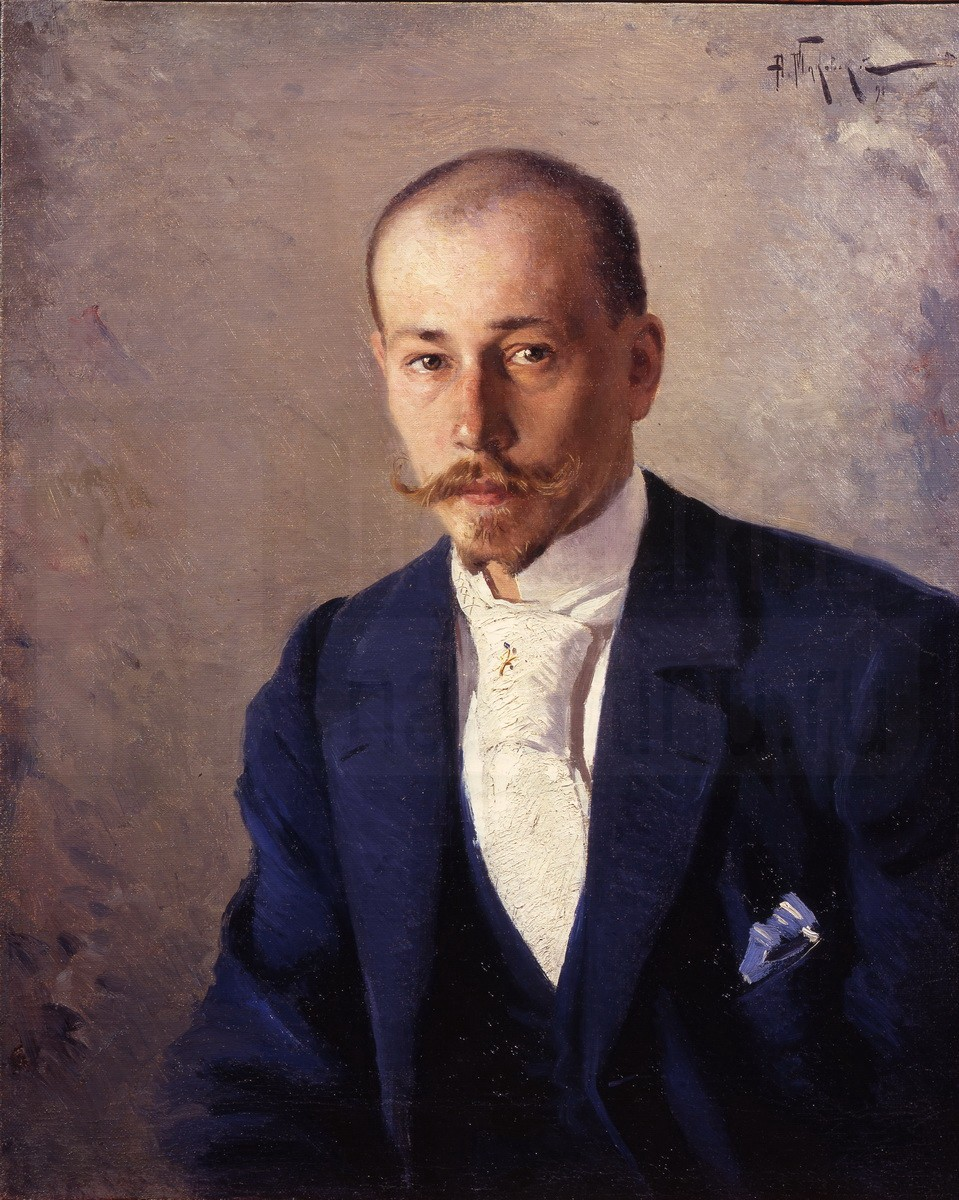
«Скульптор К.Крахт». Портрет работы А. В. Маковского.

Большое влияние на решение Константина Фёдоровича стать скульптором оказала семья художника В.Маковского. Его сын, Александр Маковский, написал портрет Крахта, который ныне хранится в Томском областном художественном музее. Искусствовед Д. С. Недович в своей статье «Ваятель К. Ф. Крахт. Его образы и ритмы» пишет, что Константин Фёдорович «в 1901 году перенёс тиф и вслед за ним испытал резкий перелом судьбы».
В Первую мировую войну служил в артиллерии. С 1918 года — преподаватель Высших художественно-технических мастерских. В том же году Крахт основал Московский профессиональный союз скульпторов-художников и стал его первым председателем.
В студии Крахта на Пресне в начале XX века собирался артистический кружок «Малый Мусагет», котором участвовали писатели и художники, сотрудничавшие с издательством «Мусагет»: А. Белый, Б. Пастернак, В. Брюсов, М. Цветаева, Н. Асеев, В. и К. Маковские, А. Сидоров[какой?], С. Дурылин, Д. Недович. В студии проходили концерты и театральные выступления с декорациями работы Н. С. Гончаровой, выступала Ида Рубинштейн.
В последние годы жизни студия Крахта располагалась в доме-голубятне графа Орлова. На участке при студии располагались скульптуры Крахта, в том числе гранитный памятник Л. Н. Толстому, а также мраморные статуи Венеры и Икара, разрушенные после Октябрьской революции.
Крахт скончался от гриппа в 1919 году. Захоронение скульптора находится на фамильном участке Крахт на Введенском кладбище в Москве.

## Творчество
Увлекался модернизмом, и, в последние годы карьеры, символизмом.
В 1907—1910 годах Крахт участвовал во всех существенных выставках Москвы, Санкт-Петербурга и Парижа  и во всех выставках Московского товарищества художников. 
Известны:
- триптих с фигурой Христа в некрополе Новодевичьего монастыря в Москве[3];
- скульптура М. К. Морозовой (1905). Эта работа находится в Третьяковской галерее;
- бюст Шарля Бодлера (1911); Эта работа находится в Государственном художественном музее Алтайского края в Барнауле;
- скульптура «Сестра Беатриса» (проект памятника В. Ф. Комиссаржевской, 1908—1911).
- скульптура Н.П.Ламановой-Каютовой[4] (1906);

Большевистское правительство предложило Крахту в рамках плана монументальной пропаганды создать памятники Степану Разину на Воробьёвых горах и Льву Толстому на Девичьем поле, не осуществлённые из-за смерти скульптора.

## Семья
Крахт был женат на Софье Петровне Ламановой (по сцене — Поздняковой), актрисе театра Незлобина и младшей сестре Надежды Ламановой; имел трёх детей: скрипача Большого театра Романа Константиновича (1899, Москва — 1958, Москва); драматурга, члена Союза писателей СССР Владимира Константиновича (1904, Москва — 1972, Москва); сотрудницу Всероссийского театрального общества Надежду Константиновну (1905, Москва — 1987 г., Москва).